# Quirimbas
Der Archipel Quirimbas besteht aus ca. 30 kleinen Koralleninseln im Indischen Ozean, die sich entlang der Küste der Provinz Cabo Delgado im Norden von Mosambik erstrecken.

## Geographie
Namensgeberin für den Archipel ist die Insel Quirimba, die größte und bevölkerungsreichste ist dagegen deren Nachbarinsel Ibo. Die elf südlichsten Inseln sind Bestandteil des Nationalparks Quirimbas.
Weitere Inseln des Archipels sind:
- Matemo
- Quilaluia
- Quisiva
- Rolas

## UNESCO-Welterbe
Aufgrund ihrer Bedeutung sowohl für das Natur- als auch das Kulturerbe wurde der Archipel am 20. August 2008 in die Tentativliste der UNESCO in der gemischten Kategorie Kultur- und Naturerbe aufgenommen.
Seit 2018 sind die Inseln und der Nationalpark Teil des Biosphärenreservats Quirimbas.

## Landwirtschaft
Auf der Insel Quirimba unterhält ein deutschstämmiges Geschwisterpaar eine Farm mit ca. 30.000 Kokospalmen. Die Geschichte der Farm und des Landes schilderte ein Bericht in der FAZ vom Oktober 2013.